# Justicia decurrens
Justicia decurrens är en akantusväxtart som beskrevs av Imlay. Justicia decurrens ingår i släktet Justicia och familjen akantusväxter. Inga underarter finns listade i Catalogue of Life.